# Tony Trimmer
Tony Trimmer (Maidenhead, Berkshire, 24 januari 1943) is een voormalig Brits autocoureur.
Trimmer wist in 1970 het Britse Formule 3-kampioenschap op zijn naam te brengen. Midden jaren zeventig volgde de overstap naar Formule 1, maar dit was onsuccesvol. In 1975 en 1976 reed hij in totaal vier keer voor Maki, in 1977 was hij eenmalig actief met een privé-Surtees en een jaar later met een privé-McLaren. Hij wist zich geen enkele keer voor een race te kwalificeren.
In 1978 wist hij wel het Britse Formule 1-kampioenschap voor oudere Formule 1-wagens te winnen met dezelfde privé-McLaren.